# Eurotrialog
Eurotrialog Mikulov byl hudební festival konaný pravidelně poslední srpnový víkend v amfiteátru v jihomoravském Mikulově. Název symbolizoval polohu poblíž česko-rakousko-slovenského trojmezí uprostřed Evropy. Jeho podtitul zněl „Festival nepopulární hudby“, zaměřoval se na alternativu, folkrock, blues a podobné klubové žánry. Jeho duchovním otcem a pořadatelem byl Romek Hanzlík, po jeho předčasné smrti roku 2019 festival po 20 letech skončil. Od roku 2021 v jeho tradici pokračuje festival MikuLove.